# Winston Blue
Winston Blue è un singolo del cantautore italiano Olly e del produttore discografico italiano Yanomi, pubblicato il 25 settembre 2020 come secondo estratto dal terzo EP Io sono.

## Descrizione
Il brano, scritto e composto dallo stesso Olly, è prodotto da Yanomi.

## Video musicale
Il video musicale, diretto da Guido Bregante, è stato pubblicato il 28 settembre 2020 attraverso il canale YouTube di Olly.

## Tracce
Testi e musiche di Federico Olivieri.
1. Winston Blue – 3:07